# Laurent Laurent
 (juin 2025).
Si vous disposez d'ouvrages ou d'articles de référence ou si vous connaissez des sites web de qualité traitant du thème abordé ici, merci de compléter l'article en donnant les références utiles à sa vérifiabilité et en les liant à la section « Notes et références ».
Laurent Laurent est un écrivain français.

## Écriture
Laurent Laurent vit et travaille à Paris. Il commence à écrire en 1994 lorsqu´il entreprend un traité Projet de Réforme de la Société Française, pamphlet et vision absurde du pays, inédit.
En 1999, il participe à Sortons couvert !, ouvrage collectif (publié aux éditions Librio) de huit écrivains sur le préservatif.
En 2001, parait son premier roman Chantier, j'écris ton nom ! qui inaugure la série des œuvres sur les chantiers calamiteux. Idem pour Six mois au fond d'un bureau, aux éditions du Seuil, qui devient une référence en la matière et parait en poche en 2003.
Ensuite il réalise la performance littéraire L'Opération Yesterday (qui consiste à relater l'écoute collective en boucle de la chanson Yesterday pendant une heure) qui paraît en 2002 (Point Seuil).
Au printemps 2003 sort Le Tri de l'arrêt son 3e roman aux éditions du Seuil, aventures fracassantes d'un homme étouffé par le trop qui décide d'arrêter tout.
En octobre 2006, paraît le Tombeau de la variété française, essai et pamphlet contre la chanson commerciale, aux éditions Philippe Rey. Cet ouvrage le rattache au domaine musical dans lequel il dirige par ailleurs (depuis 2002) l'IGF (Inspection Générale des Fanfares Funk) service privé qui a pour rôle le coaching et la critique des fanfares funk et pop rock à Paris.
En mars 2007, paraît sa nouvelle L'Œuvre d'Art Visible Depuis l'Espace, dans la revue littéraire du CNES Espace(s), qui raconte en fiction le questionnement autour de la possibilité d'une œuvre d'art sur Terre, visible à plus de 500 km d'altitude.
Proche de la pataphysique, de l'absurde constructif, de l'ambiguïté curieuse, Laurent Laurent se veut le témoin de son époque, en prenant les choses par le petit bout, en voyant le grand où est le petit. Son humour qui l'a fait connaître, réside moins sur la production de gags que sur la description minutieuse de situations autobiographiques où s'entre mêlent des juxtapositions hypothétiques qui vont finalement déclencher le spasme du rire, le rire nerveux.

## Télévision
Parallèlement à son travail d'écriture, en novembre 1998, il crée Laurent Laurent TV sur le portail Canal Web avec 2 émissions : 
- Le salon de coiffure philosophique où un invité se fait couper les cheveux en direct, chaque lundi soir, tout en parlant d'un sujet philosophique de niveau bac ou d'un sujet de pataphysique.

- La tribune des critiques de musiques à la con autour d'un thème ou d'un centre d'intérêt et l'écoute de quatre morceaux ou chansons françaises, pop, rock, easy-listening. L'animateur, accompagné de collaborateurs récurrents critique ces morceaux secondaires d'un point de vue décalé. Cette émission développe le concept d'illustration visuelle : sur une musique donnée, inventer des images en direct par des actions, des vues, des mimes, des objets que l'on fait évoluer devant la caméra.

Pour la célébration de l'an 2000, Laurent Laurent crée pour Canal Web, l'émission hebdomadaire Télécrash dont le principe est de faire détruire un téléviseur par un invité connu. Cette émission, en public, comprend 16 numéros de janvier à avril 2000.
Après cette expérience télévisuelle, il crée en l'an 2000 le groupe d'artistes Malsapé-Paris (qui propose un travail critique et caustique autour de l'enveloppe charnelle et de la mode de la rue) qu'il dirige avec David Tourniaire jusqu´en 2005. Ils lancent notamment les Rencontres Participatives, chaque premier mercredi du mois, à midi, dans un lieu public, à Paris, dès novembre 2001.

## Performances et manifestations
Laurent Laurent accompagne chaque parution de performances qui permettent de compléter l'image ou le goût des récits donnés dans les livres. En mars 2006, Laurent Laurent expose et réalise une performance Discours sur le vrac à la galerie La Générale lors de l'exposition Dom-Expo. Le 18 juin 2006 à midi (jour anniversaire de Paul McCartney), il organise l'événement L´appel W64 pour l'arrivée à échéance de la chanson des Beatles When I'm Sixty Four, rassemblement médiatisé au Champ de Mars à Paris.
Printemps 2008, il lance, pour le quarantième anniversaire de Mai 68, le projet concept Le Pavé En Mousse, réunissant textes, vidéos et performances autour de cet objet et de la révolution douce.
Le 1er novembre 2008, il organise la performance Là, vous avez merdé, les mecs, place de la Bourse à Paris, engueulade et bordée d'injures à l'encontre de la classe dirigeante pour son indigence à gouverner le monde et sa responsabilité dans la méga-crise de l'automne 2008.

## œuvres publiées
- Chantier, j'écris ton nom !, Seuil, 2001
- Six mois au fond d'un bureau, Seuil, 2001
- Le Tri de l'arrêt, Seuil, 2003
- Tombeau de la variété française, Philippe Rey, 2006
- nouvelle l'Œuvre d'art visible depuis l'espace, revue Espace(s) du Cnes, 2007